# Trehörningen (Lungsunds socken, Värmland)
Trehörningen är en sjö i Kristinehamns kommun och Storfors kommun i Värmland och ingår i Göta älvs huvudavrinningsområde. Sjön har en area på 0,107 kvadratkilometer och ligger 135,6 meter över havet.

## Delavrinningsområde
Trehörningen ingår i det delavrinningsområde (658605-140554) som SMHI kallar för Ovan Övrekvarnsälven. Medelhöjden är 124 meter över havet och ytan är 49,05 kvadratkilometer. Räknas de 3 avrinningsområdena uppströms in blir den ackumulerade arean 63,1 kvadratkilometer. Varnan som avvattnar avrinningsområdet har biflödesordning 2, vilket innebär att vattnet flödar genom totalt 2 vattendrag innan det når havet efter 250 kilometer. Avrinningsområdet består mestadels av skog (67 procent) och sankmarker (16 procent). Avrinningsområdet har 1,8 kvadratkilometer vattenytor vilket ger det en sjöprocent på 2,9 procent. Bebyggelsen i området täcker en yta av 1,32 kvadratkilometer eller 2 procent av avrinningsområdet.